# Karperkuil
De Karperkuil is een oude binnenhaven in de binnenstad van de Noord-Hollandse stad Hoorn. De haven wordt van het IJsselmeer gescheiden door de Vluchthaven en de Slapershaven. Tussen de Slapershaven en de Karperkuil ligt de Ottobrug, een houten draaibrug die de straat Slapershaven verbindt met de Binnenluiendijk.
De naam is een verwijzing naar de toekomst die volgens de burgers van Hoorn voor de nieuwe haven in het verschiet lag: de haven zou overbodig zijn en zou eerder dienst doen als kuil voor karpers dan als haven voor schepen.

## Ligging
De Karperkuil ligt aan de zuidoostelijke zijde van de historische Binnenstad van Hoorn. Daarmee ligt het ook nog binnen het van rijkswege beschermde stadsgezicht. Rondom het water liggen meerdere straten, waaronder de Slapershaven, Kleine Oost, ABC en de Binnenluiendijk. In de noordelijke oever ligt ook nog het fundament van de Oude Oosterpoort. Daarnaast ligt ook de Kleine Oostsluis, die dienst doet als doorgang naar de Vollerswaal. 

## Geschiedenis
De Karperkuil werd in 1567 aangelegd als haven, want Hoorn was de belangrijkste in- en uitvoerhaven aan de Zuiderzee. Op een kaart uit 1582 staat ook nog een molen aan de Karperkuil ingetekend. De fundering van deze molen is ook bij archeologische opgravingen teruggevonden.
Door de opkomst van Amsterdam begon Hoorn zijn rol als grote haven te verliezen, maar voor de scheepsbouw groeide Hoorn wel, waardoor er rond 1615 scheepswerven aan de Karperkuil gebouwd werden. Deze scheepswerven werden een voorname bron van inkomsten voor de stad: er werden aan het begin van de 17e eeuw gemiddeld 50 schepen per jaar afgeleverd. Op een kaart uit 1649 staat de naam Ropjeskuil, een verwijzing naar slachtafval. Op een latere kaart uit 1743, de kaart van Isaak Tirion, staan meerdere scheepswerven waardoor de Karperkuil aan formaat in heeft moeten binden. De panden aan de straat Slapershaven, waaronder de Bossuhuizen, kijken uit op de Karperkuil.
In 1994 werd besloten om de scheepswerven te slopen, om plaats te laten maken voor een nieuw te bouwen woonwijk. Deze sloop vond plaats in 1995. Scheepswerf Droste wist echter tot februari 1995 nog niks van verhuizing en plaatste dan ook een miniatuurversie op een architectonische maquette van de nieuw te bouwen buurt. Na de sloop van de scheepswerven werd er archeologisch onderzoek verricht. Bij het onderzoek werd ook de fundering van een 17e-eeuwse scheepswerf gevonden. Op deze werf lagen de te bouwen schepen niet direct op de werkvloer, maar de kielbalk werd ondersteund door een muur en bakstenen poeren.